# Kırşehir
Kırşehir, antiguamente Macissus (también escrito Mocissus y Mokissus) y Justinianópolis, es un distrito y una ciudad situada en la región de Anatolia Central, en Turquía. Es la capital de la provincia de Kırşehir y cuenta con una población de 99.832 habitantes (2007).

## Historia
La historia de Kırşehir se remonta a los Hititas. Durante el Imperio romano, la ciudad se llamó Macissus y, cuando el emperador bizantino Justiniano I (527-565) la reconstruyó, pasó a llamarse Justinianópolis. Se mantuvo este nombre hasta el final del dominio bizantino. Los turcos tomaron la ciudad en 1071 y le confirieron el nombre actual. En turco, "Kır Şehri" significa "ciudad de la estepa". Se convirtió en la capital de un sanjak del vilayato otomano de Angora, que contaba con 8.000 habitantes.
En el siglo XIX, se unió Kırşehir al sanjak de Ankara. En el año 1921, Kırşehir se convirtió en capital de su propia provincia. Mustafa Kemal Atatürk visitó la ciudad en 1921 y en 1931.
El 30 de mayo de 1954, se convirtió en distrito de Nevşehir. Posteriormente, las ciudades de la provincia de Kırşehir se dividieron entre Ankara, Yozgat y Nevşehir. En 1957, Kırşehir se convirtió de nuevo en provincia.